# 拉西·帕尔基宁
拉西·帕尔基宁（芬蘭語：Lassi Parkkinen，1917年5月8日—1994年10月3日），芬兰男子速度滑冰运动员。他曾代表芬兰参加1948年和1952年冬季奥林匹克运动会速度滑冰比赛，获得一枚银牌。